# Callispa submarginata
Callispa submarginata es un coleóptero de la familia Chrysomelidae.
Fue descrita científicamente por primera vez en 1993 por L Medvedev.